# Pycnophyllum horizontale
Pycnophyllum horizontale är en nejlikväxtart som beskrevs av Muschler. Pycnophyllum horizontale ingår i släktet Pycnophyllum och familjen nejlikväxter. Inga underarter finns listade i Catalogue of Life.